# Loddes
Pour les articles homonymes, voir Loddes (homonymie).
Loddes est une commune française, située dans le département de l'Allier en région Auvergne-Rhône-Alpes.

## Géographie

### Localisation
La commune se trouve à l'est du département de l'Allier, dans les Basses Marches du Bourbonnais.
Six communes sont limitrophes :
| Bert              |             | Le Donjon           |
| Barrais-Bussolles | Loddes      | Lenax               |
|                   | Andelaroche | Montaiguët-en-Forez |

### Climat
Pour des articles plus généraux, voir Climat d'Auvergne-Rhône-Alpes et Climat de l'Allier.
En 2010, le climat de la commune est de type climat océanique dégradé des plaines du Centre et du Nord, selon une étude du CNRS s'appuyant sur une série de données couvrant la période 1971-2000. En 2020, Météo-France publie une typologie des climats de la France métropolitaine dans laquelle la commune est exposée à un climat océanique altéré et est dans la région climatique Centre et contreforts nord du Massif Central, caractérisée par un air sec en été et un bon ensoleillement.
Pour la période 1971-2000, la température annuelle moyenne est de 10,8 °C, avec une amplitude thermique annuelle de 16,5 °C. Le cumul annuel moyen de précipitations est de 924 mm, avec 11,5 jours de précipitations en janvier et 7,9 jours en juillet. Pour la période 1991-2020, la température moyenne annuelle observée sur la station météorologique de Météo-France la plus proche, « Saint-Didier_sapc », sur la commune de Saint-Didier-en-Donjon à 13 km à vol d'oiseau, est de 11,5 °C et le cumul annuel moyen de précipitations est de 762,6 mm,. Pour l'avenir, les paramètres climatiques de la commune estimés pour 2050 selon différents scénarios d'émission de gaz à effet de serre sont consultables sur un site dédié publié par Météo-France en novembre 2022.

## Urbanisme

### Typologie
Au 1er janvier 2024, Loddes est catégorisée commune rurale à habitat très dispersé, selon la nouvelle grille communale de densité à 7 niveaux définie par l'Insee en 2022.
Elle est située hors unité urbaine et hors attraction des villes,.

### Occupation des sols

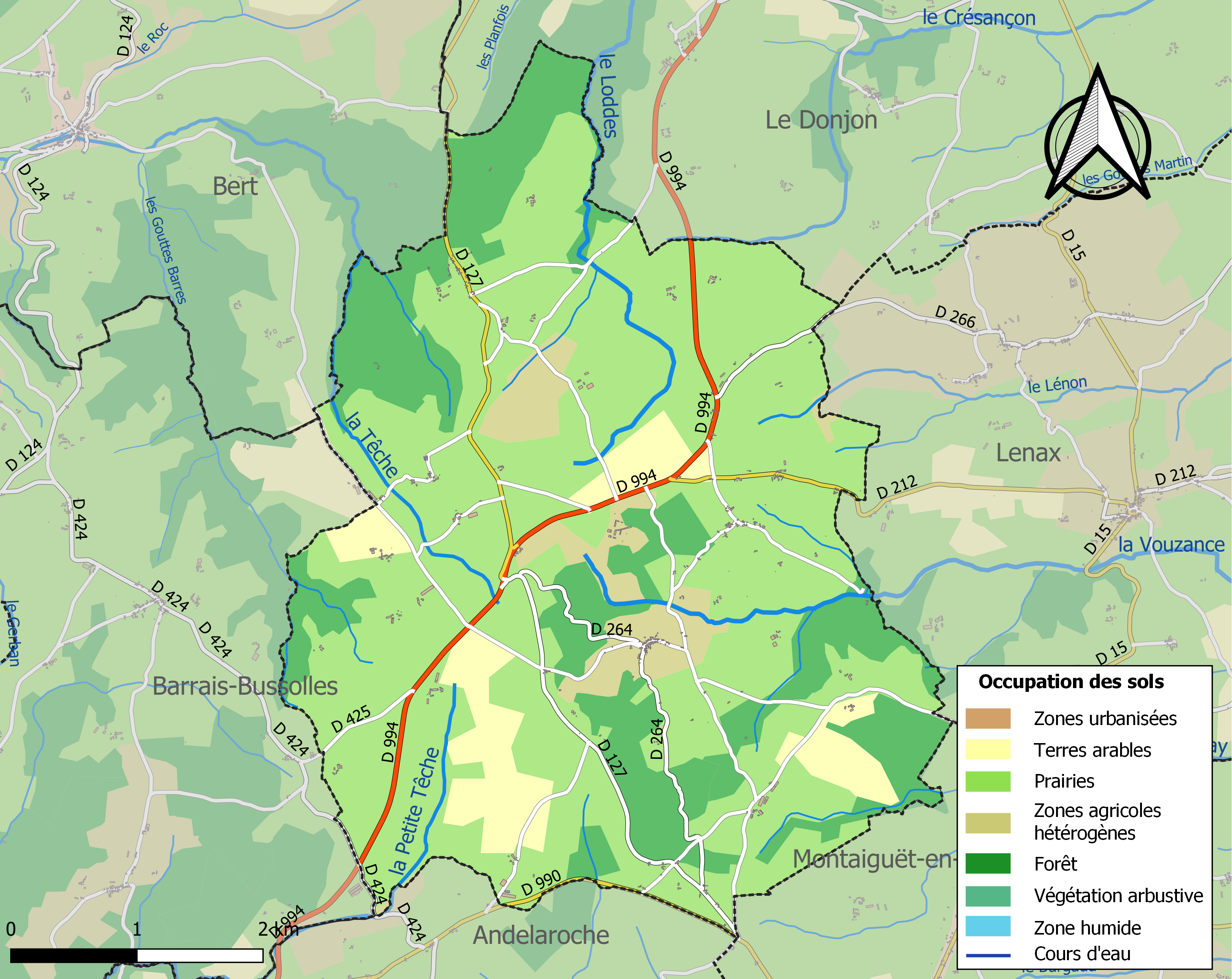
Carte des infrastructures et de l'occupation des sols de la commune en 2018 (CLC).

L'occupation des sols de la commune, telle qu'elle ressort de la base de données européenne d’occupation biophysique des sols Corine Land Cover (CLC), est marquée par l'importance des territoires agricoles (78,5 % en 2018), en diminution par rapport à 1990 (80,8 %). La répartition détaillée en 2018 est la suivante : prairies (65,1 %), forêts (21,5 %), terres arables (7,6 %), zones agricoles hétérogènes (5,7 %).
L'IGN met par ailleurs à disposition un outil en ligne permettant de comparer l’évolution dans le temps de l’occupation des sols de la commune (ou de territoires à des échelles différentes). Plusieurs époques sont accessibles sous forme de cartes ou photos aériennes : la carte de Cassini (XVIIIe siècle), la carte d'état-major (1820-1866) et la période actuelle (1950 à aujourd'hui).

### Voies de communication et transports
Les routes départementales 127 (vers Montcombroux-les-Mines), 212 (vers Lenax), 264, 266, 425 et 994 (vers Lapalisse et Le Donjon) traversent la commune.

## Politique et administration

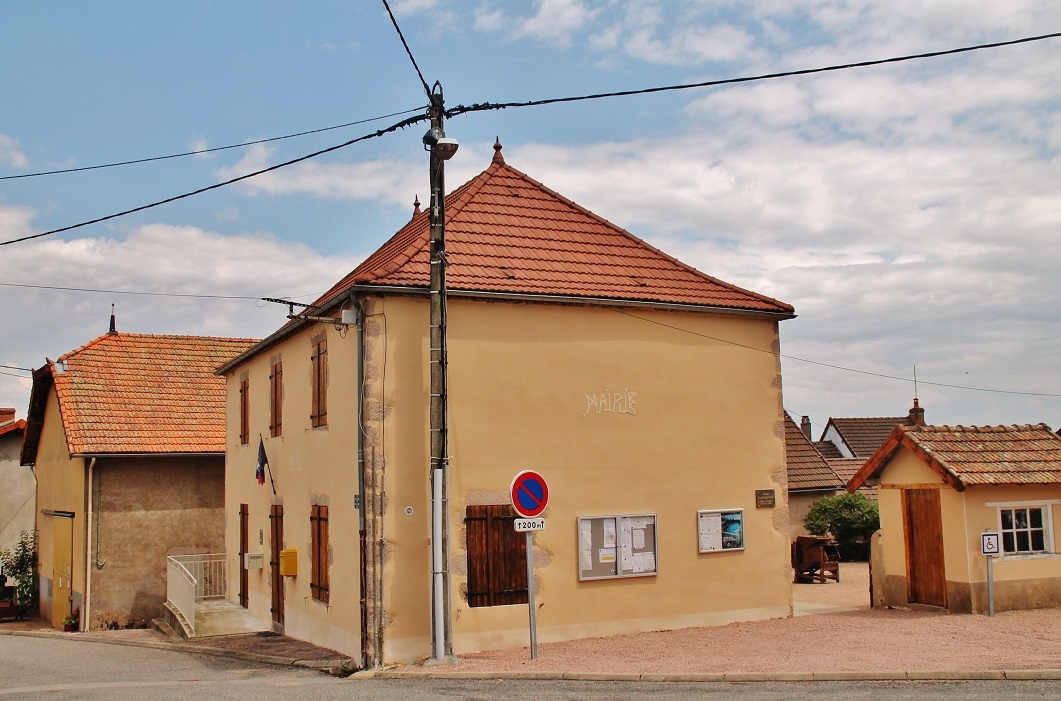
Mairie de Loddes.

| Période                                  | Période                      | Identité            | Étiquette | Qualité                     |
| ---------------------------------------- | ---------------------------- | ------------------- | --------- | --------------------------- |
| Les données manquantes sont à compléter. |                              |                     |           |                             |
| mars 2006                                | mars 2008                    | Noël Battier        |           |                             |
| mars 2008                                | mars 2014                    | Martine Schanen     |           |                             |
| mars 2014 (réélue en 2020)               | En cours (au 8 juillet 2020) | Marie-France Augier | DVD       | Retraitée de l'enseignement |

## Population et société

### Démographie
Les habitants de la commune sont appelés les Loddois et les Loddoises.
L'évolution du nombre d'habitants est connue à travers les recensements de la population effectués dans la commune depuis 1793. Pour les communes de moins de 10 000 habitants, une enquête de recensement portant sur toute la population est réalisée tous les cinq ans, les populations de référence des années intermédiaires étant quant à elles estimées par interpolation ou extrapolation. Pour la commune, le premier recensement exhaustif entrant dans le cadre du nouveau dispositif a été réalisé en 2008.

En 2022, la commune comptait 167 habitants, en évolution de +3,09 % par rapport à 2016 (Allier : −1,38 %, France hors Mayotte : +2,11 %).
| 1793 | 1800 | 1806 | 1821 | 1831 | 1836 | 1841 | 1846 | 1851 |
| ---- | ---- | ---- | ---- | ---- | ---- | ---- | ---- | ---- |
| 552  | 458  | 462  | 483  | 564  | 528  | 526  | 510  | 553  |

| 1856 | 1861 | 1866 | 1872 | 1876 | 1881 | 1886 | 1891 | 1896 |
| ---- | ---- | ---- | ---- | ---- | ---- | ---- | ---- | ---- |
| 571  | 585  | 610  | 654  | 621  | 655  | 718  | 733  | 721  |

| 1901 | 1906 | 1911 | 1921 | 1926 | 1931 | 1936 | 1946 | 1954 |
| ---- | ---- | ---- | ---- | ---- | ---- | ---- | ---- | ---- |
| 694  | 678  | 612  | 518  | 505  | 521  | 515  | 447  | 422  |

| 1962 | 1968 | 1975 | 1982 | 1990 | 1999 | 2006 | 2008 | 2013 |
| ---- | ---- | ---- | ---- | ---- | ---- | ---- | ---- | ---- |
| 387  | 342  | 270  | 217  | 190  | 191  | 161  | 153  | 162  |

| 2018 | 2022 | - | - | - | - | - | - | - |
| ---- | ---- | - | - | - | - | - | - | - |
| 167  | 167  | - | - | - | - | - | - | - |

### Enseignement
Loddes dépend de l'académie de Clermont-Ferrand. Il n'existe aucune école ; les élèves commencent leur scolarité dans les écoles de Lenax, Montaiguët-en-Forez (regroupement pédagogique intercommunal dont la commune n'adhère pas), Le Donjon, Lapalisse ou Droiturier.
Hors dérogations à la carte scolaire, les élèves poursuivent leur scolarité au collège Victor-Hugo du Donjon puis au lycée Albert-Londres de Cusset.

## Culture et patrimoine

### Lieux et monuments
- Église romane Saint-Pierre, MH. Peinture murale représentant le couronnement de la Vierge sur la voûte du chœur.
- Le Faitrez, au nord-ouest du bourg : ancienne maison de communauté, agrandie par ajouts successifs. Le corps de logis principal est un long bâtiment de onze travées, à un étage surmonté d'un étage de combles pourvu de lucarnes. Branche des Méplain du Faitrez.
- Le Coude, au nord du bourg dans un parc : ancien château, avec de nombreuses tours avant la Révolution ; sous la Révolution, il avait été ordonné à Jean Marien de Viry de détruire ces tours, symboles de noblesse, ce qu'il n'a pas voulu faire. Le château, qui appartenait au XVe siècle à la famille de Lorry, était entré par mariage dans la famille de Viry en 1652. Le château fut acheté en 1822 par Louis Le Lorgne, baron d'Ideville (1780-1852) qui le fit rebâtir complètement. Actuellement, cette propriété est dans la famille des descendants de Jean Baptiste Méplain, ancien bailli du Donjon, branche des Méplain du Coude.

### Personnalités liées à la commune
- Jean Baptiste Marien Joseph de Viry (1732-1793) : ancien possesseur du château du Coude, il fut guillotiné à Lyon le 31 décembre 1793 avec les « 32 de Moulins ».
- Louis Le Lorgne, baron d'Ideville (1780-1852), secrétaire interprète de Napoléon Ier, conseiller général et député de l'Allier, maire de Loddes. Son fils, Henri Le Lorgne d'Ideville (1830-1887), diplomate, préfet d'Alger, écrivain, repose également au cimetière de la commune.
- Pierre et Jeanne Simone Depalle ainsi que Antoine et Michelle Buffet : Justes parmi les nations.

### Héraldique
| Blason de Loddes | Blason  | D'or à deux clés de gueules passées en sautoir, à la champagne ondée d'azur chargée d'une fleur de lis d'or accostée de deux épis de blé du même posés en chevron renversé. |
| Blason de Loddes | Détails | Le statut officiel du blason reste à déterminer. |